# Lycosa pictula
Lycosa pictula este o specie de păianjeni din genul Lycosa, familia Lycosidae, descrisă de Pocock, 1901. Conform Catalogue of Life specia Lycosa pictula nu are subspecii cunoscute.